# Heinz Ulzheimer
Heinrich Otto « Heinz » Ulzheimer  (né le 27 septembre 1925 à Francfort-sur-le-Main, et mort le 18 décembre 2016 à Bad Sooden-Allendorf), est un athlète allemand, spécialiste du 800 mètres.

## Carrière
Aux Jeux olympiques de 1952, à Helsinki, Heinz Ulzheimer se classe troisième du 800 mètres, dans le temps de 1 min 49 s 7, derrière l'Américain Malvin Whitfield et le Jamaïcain Arthur Wint. Il obtient une nouvelle médaille de bronze dans cette compétition dans l'épreuve du relais 4 × 400 m aux côtés de ses compatriotes Günther Steines, Hans Geister et Karl-Friedrich Haas.
Il remporte la médaille d'argent du relais 4 × 400 m lors des Championnats d'Europe de 1954 de Berne où l'équipe allemande s'incline d'un dixième de seconde face à la France.

### Palmarès
| Date | Compétition           | Lieu     | Résultat | Épreuve   |
| ---- | --------------------- | -------- | -------- | --------- |
| 1952 | Jeux olympiques       | Helsinki | 3e       | 800 m     |
| 1952 | Jeux olympiques       | Helsinki | 3e       | 4 × 400 m |
| 1954 | Championnats d'Europe | Berne    | 2e       | 4 × 400 m |

### Records
| Épreuve | Performance   | Lieu | Date |
| ------- | ------------- | ---- | ---- |
| 400 m   | 47 s 6        |      | 1954 |
| 800 m   | 1 min 49 s 78 |      | 1952 |